# L'ultimo urrà
L'ultimo urrà (The Last Hurrah) è un film del 1958 diretto da John Ford.

## Trama
Ispirato alla vita del sindaco di Boston James M. Curley, il film narra di un politico navigato che, seppure con metodi poco ortodossi, ha sempre lavorato per la sua comunità. Verrà battuto dall'esponente protestante alle elezioni per il suo quinto mandato.